# Холлистер (Калифорния)
Холлистер (англ. Hollister) — город в штате Калифорния (США). Административный центр округа Сан-Бенито. В 2010 году в городе проживали 34 928 человек.

## Географическое положение
По данным Бюро переписи населения США Холлистер имеет площадь 18,9 квадратных километров. Расположен в центральной Калифорнии на шоссе 156 около искусственного водоёма Сан-Луис.

## История
Город был основан фермерами в 1868 году и назван в честь полковника Холлистера. Он был инкорпорирован в 1872 году. В свою очередь уже в честь города был назван бренд одежды Hollister. По мотивам событий, произошедших в городе во время ежегодного моторалли Американской мотоциклетной ассоциации в 1947 году, был снят фильм Дикарь.

## Население
| Год переписи | Нас.  |  | %±    |
| ------------ | ----- |  | ----- |
| 1880         | 1034  |  | —     |
| 1890         | 1234  |  | 19,3% |
| 1900         | 1315  |  | 6,6%  |
| 1910         | 2308  |  | 75,5% |
| 1920         | 2781  |  | 20,5% |
| 1930         | 3757  |  | 35,1% |
| 1940         | 3881  |  | 3,3%  |
| 1950         | 4903  |  | 26,3% |
| 1960         | 6071  |  | 23,8% |
| 1970         | 7663  |  | 26,2% |
| 1980         | 11488 |  | 49,9% |
| 1990         | 19212 |  | 67,2% |
| 2000         | 34413 |  | 79,1% |
| 2010         | 34928 |  | 1,5%  |
| 2018         | 39749 |  | 13,8% |

По данным переписи 2010 года население Холлистера составляло 34 928 человек (из них 49,7 % мужчин и 50,3 % женщин), в городе было 9860 домашних хозяйств и 8131 семей. Расовый состав: белые — 59,4 %, коренные американцы — 1,8 % афроамериканцы — 1,0 %, азиаты — 2,7 % и представители двух и более рас — 5,1 %. 65,7 % населения города — латиноамериканцы (61,0 % мексиканцев).
Население города по возрастному диапазону по данным переписи 2010 года распределилось следующим образом: 31,7 % — жители младше 18 лет, 4,7 % — между 18 и 21 годами, 56,2 % — от 21 до 65 лет и 7,4 % — в возрасте 65 лет и старше. Средний возраст населения — 30,8 года. На каждые 100 женщин в Холлистере приходилось 98,7 мужчин, при этом на 100 совершеннолетних женщин приходилось уже 96,8 мужчин сопоставимого возраста.
Из 9860 домашних хозяйств 82,5 % представляли собой семьи: 59,8 % совместно проживающих супружеских пар (33,7 % с детьми младше 18 лет); 15,3 % — женщины, проживающие без мужей и 7,3 % — мужчины, проживающие без жён. 17,5 % не имели семьи. В среднем домашнее хозяйство ведут 3,53 человека, а средний размер семьи — 3,82 человека. В одиночестве проживали 13,4 % населения, 5,1 % составляли одинокие пожилые люди (старше 65 лет).

## Экономика
В 2017 году из 27 442 человек старше 16 лет имели работу 17 536. При этом мужчины имели медианный доход в 51 433 долларов США в год против 42 326 долларов среднегодового дохода у женщин. В 2016 году медианный доход на семью оценивался в 80 390 $, на домашнее хозяйство — в 77 823 $. Доход на душу населения — 25 876 $ в год. 9,1 % от всего числа семей в Холлистере и 11,1 % от всей численности населения находилось на момент переписи за чертой бедности.